# Eliza McCartney
Pour les articles homonymes, voir McCartney.
Eliza McCartney (née le 11 décembre 1996 à Auckland) est une athlète néo-zélandaise, spécialiste du saut à la perche. 
Elle a détenu le record du monde junior du 19 décembre 2015 au 31 janvier 2016 avec 4,64 m avant qu'il ne soit battu par la Finlandaise Wilma Murto (4,71 m).

## Carrière
Âgée de 17 ans, McCartney franchit pour la première fois la barre des 4 mètres le 26 mars 2013 à Auckland, améliorant le record national cadet et junior. Elle participe en juillet 2013 aux Championnats du monde cadets à Donetsk en Ukraine où elle échoue au pied du podium avec 4,05 m, loin derrière la vainqueure vénézuélienne Robeilys Peinado (4,25 m).
En 2014, elle remporte la médaille de bronze des Championnats du monde juniors de Eugene aux États-Unis avec 4,45 m, nouveau record national junior.

### Record du monde junior (4,64 m)

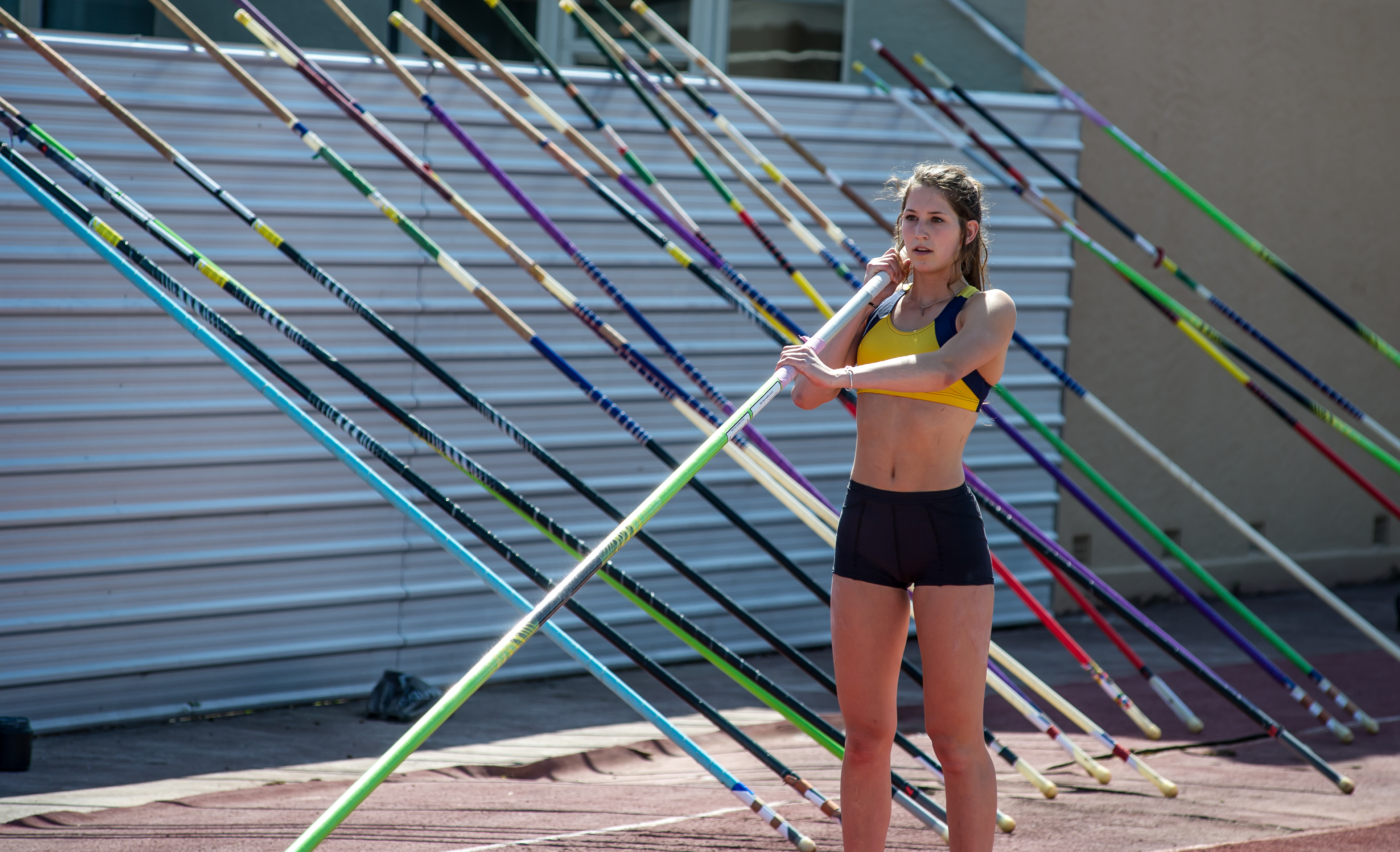
Eliza McCartney en décembre 2014

Le 9 juillet 2015, elle remporte la médaille d'argent des Universiade de Gwangju avec 4,40 m, derrière la Chinoise Li Ling (4,45 m). 
Le 19 décembre 2015, quelques jours après son anniversaire et pour sa dernière compétition chez les juniors, McCartney bat le record du monde junior avec 4,64 m. Elle améliore de trois centimètres la marque de la Russe Alena Lutkovskaya réalisé le 21 mai de la même année et d'un centimètre celui réalisé en salle par la Suédoise Angelica Bengtsson le 22 février 2011. Le 30 janvier 2016, ce record du monde junior est battu par la Finlandaise Wilma Murto avec 4,71 m.
Elle améliore son record personnel le 17 janvier 2016 avec 4,65 m. Le 23 février, à Auckland, McCartney remporte le concours du AUT Millennium avec un nouveau record national à 4,71 m. Elle bat notamment l'Australienne Alana Boyd, qui avait franchi 4,77 m fin janvier (record d'Océanie). McCartney échoue de peu à 4,82 m, ce qui aurait été ce nouveau record d'Océanie.

### Médaille olympique à 19 ans (2016)

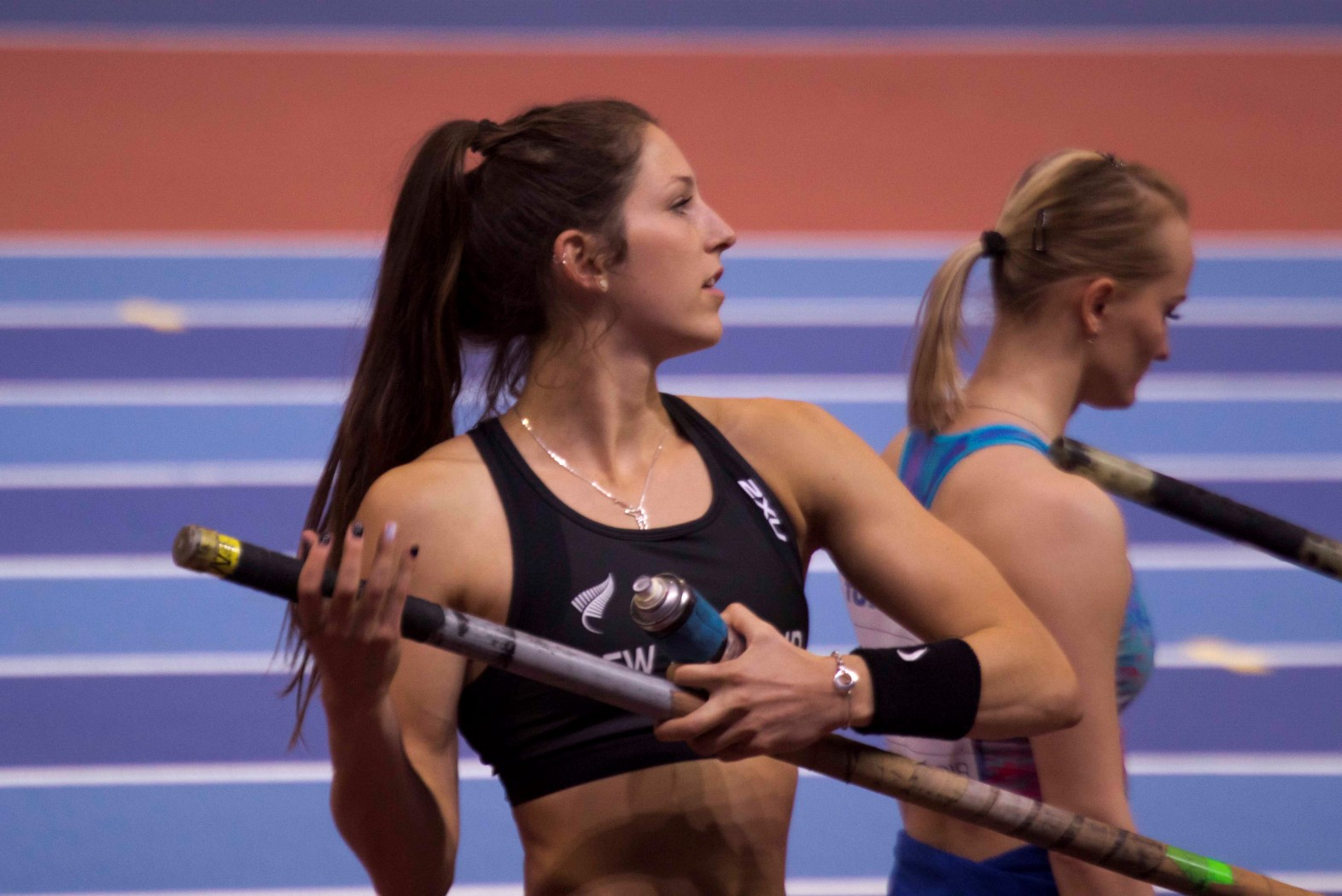
Eliza McCartney aux championnats du monde en salle de Birmingham en 2018.

Le 5 mars, elle remporte les Championnats nationaux et améliore par ailleurs le record d'Océanie en franchissant une barre à 4,80 m. À 19 ans, McCartney se classe déjà 11e dans le classement mondial des meilleures performeuses de tout le temps. Le 17 mars, la Néo-zélandaise participe aux Championnats du monde en salle de Portland : entamant son concours à 4,50 m, elle bat d'entrée son record national en salle qui était de 4,27 m. Elle parvient à maitriser ensuite 4,70 m à son second essai mais échoue par trois fois à 4,80 m. Elle se classe cinquième du concours.
Le 19 août 2016, Eliza McCartney décroche la médaille de bronze des Jeux olympiques de Rio avec un saut à 4,80 m, record national égalé. Elle est devancée par la Grecque Ekateríni Stefanídi et l'Américaine Sandi Morris. À la suite de cette performance suivie de près dans son pays, McCartney a suscité un grand intérêt pour le saut à la perche dans son pays, où désormais beaucoup de jeunes voudraient s'y initier.
Le 25 février 2017, lors du Auckland Track Challenge, elle réalise un saut à 4,82 m, s'emparant ainsi du record d'Océanie de la discipline, améliorant d'un centimètre la marque précédente, réalisée par l'Australienne Alana Boyd. Elle échoue néanmoins ce jour-là ses trois tentatives à 4,90 m. La performance est impressionnante puisque McCartney n'est que sur élan réduit, avec 12 pieds.
Le 6 août 2017, elle connaît une grande déception en finale des championnats du monde de Londres où elle ne termine qu'à la 9e place avec 4,55 m.
Le 3 mars 2018, Eliza McCartney échoue au pied du podium de la finale des championnats du monde en salle de Birmingham, malgré un nouveau record d'Océanie en salle de la discipline avec 4,75 m. Elle est devancée pour le podium par l'Américaine Sandi Morris (4,95 m), la Russe Anzhelika Sidorova (4,90 m) et la Grecque Ekateríni Stefanídi (4,80 m).
Le 18 mars, dans les rues d'Auckland, Eliza McCartney franchit la hauteur de 4,90 m, record d'Océanie, mais cette performance ne sera pas homologuée, car la piste d'élan ne remplit pas les critères demandés. Début avril, Eliza McCartney décroche la médaille d'argent des Jeux du Commonwealth de Gold Coast avec un saut à 4,70 m, battue par la Canadienne Alysha Newman (4,75 m). Le 23 juin, à Mannheim, la Néo-zélandaise améliore par deux fois son propre record d'Océanie : elle franchit dans un premier temps une barre à 4,86 m, pour améliorer d'un centimètre son ancienne marque, puis efface 4,92 m. Échouant à 5,00 mètres, la jeune athlète de 21 ans devient la 4e meilleure performeuse mondiale de l'histoire, derrière Yelena Isinbayeva (5,06 m), Sandi Morris (5,00 m) et Jennifer Suhr (4,93 m).
Le 17 juillet, à Jockgrim, elle améliore de nouveau ce record en effaçant une barre à 4,94 m.

## Palmarès
| Date | Compétition                    | Lieu           | Résultat | Marque |
| ---- | ------------------------------ | -------------- | -------- | ------ |
| 2013 | Championnats du monde cadets   | Donetsk        | 4e       | 4,05 m |
| 2014 | Championnats du monde juniors  | Eugene         | 3e       | 4,45 m |
| 2015 | Universiade                    | Gwangju        | 2e       | 4,40 m |
| 2016 | Championnats du monde en salle | Portland       | 5e       | 4,70 m |
| 2016 | Jeux olympiques                | Rio de Janeiro | 3e       | 4,80 m |
| 2017 | Championnats du monde          | Londres        | 9e       | 4,55 m |
| 2018 | Championnats du monde en salle | Birmingham     | 4e       | 4,75 m |
| 2018 | Jeux du Commonwealth           | Gold Coast     | 2e       | 4,70 m |
| 2024 | Championnats du monde en salle | Glasgow        | 2e       | 4,80 m |
| 2024 | Jeux olympiques                | Paris          | 6e       | 4,70 m |

## Records
| Épreuve          | Épreuve   | Marque      | Lieu     | Date            |
| ---------------- | --------- | ----------- | -------- | --------------- |
| Saut à la perche | Plein air | 4,94 m (AR) | Jockgrim | 17 juillet 2018 |
| Saut à la perche | En salle  | 4,84 m (AR) | Liévin   | 10 février 2024 |